# Aleksander Gediga
Aleksander Gediga (ur. 23 lutego 1938, zm. 5 marca 2009 w Warszawie) – polski siatkarz, mistrz i reprezentant Polski, brązowy medalista Letniej Uniwersjady (1959), następnie trener.
Był m.in. zawodnikiem AZS-AWF Warszawa, w którego barwach sięgnął po mistrzostwo Polski w 1957, 1958, 1959, 1960, 1961 oraz wicemistrzostwo Polski w 1962.
W latach 1958–1964 wystąpił 108 razy w reprezentacji Polski. Debiutował 30 sierpnia 1958 w meczu mistrzostw Europy z Finlandią. Ostatecznie zajął z drużyną 6. miejsce. Wystąpił także na Letniej Uniwersjadzie w 1959 (3. miejsce), mistrzostwach świata w 1960 (4. miejsce) i 1962 (6. miejsce) oraz mistrzostwach Europy w 1963 (6. miejsce). Ostatni raz w biało-czerwonych barwach zagrał 27 września 1964 w towarzyskim spotkaniu z reprezentacją Rygi.
Po zakończeniu kariery sportowej pracował m.in. jako trener i nauczyciel akademicki. Był asystentem Tadeusza Szlagora na turnieju Igrzysk Olimpijskich w Meksyku (1968), prowadził drużyny Legii Warszawa (1972–1974 i brązowy medal MP w 1973), Włocławii Włocławek (w ekstraklasie 1976–1978), Politechniki Warszawa. W 1997 pracował jako trener reprezentacji Polski w siatkówce plażowej.
Jego wnukiem jest francuski piłkarz Loic Lo Bello.
Został pochowany na cmentarzu komunalnym Północnym w Warszawie (kwatera S-X-4, rząd 8, miejsce 43)